# Disputed Passage
Disputed Passage is een Amerikaanse dramafilm uit 1939 onder regie van Frank Borzage. Destijds werd de film in Nederland uitgebracht onder de titel De grote vraag.

## Verhaal
De studie van een geneeskundestudent wordt bedreigd door zijn gevoelens voor een Chinees meisje. Het meisje keert terug naar haar vaderland. Hij loopt haar later echter opnieuw tegen het lijf in Nanking tijdens een aanval door Japan.

## Rolverdeling
| Acteur              | Personage              |
| ------------------- | ---------------------- |
| Dorothy Lamour      | Audry Hilton           |
| Akim Tamiroff       | Dr. Foster             |
| John Howard         | John Wesley Beaven     |
| Judith Barrett      | Winifred Bane          |
| William Collier sr. | Dr. William Cunningham |
| Victor Varconi      | Dr. LaFerriere         |
| Gordon Jones        | Bill Anderson          |
| Keye Luke           | Andrew Abbott          |
| Elisabeth Risdon    | Mevrouw Cunningham     |
| Steve Pendleton     | Lawrence Carpenter     |
| Billy Cook          | Johnny Merkle          |
| William Pawley      | Mijnheer Merkle        |
| Renie Riano         | Mevrouw Riley          |
| Philip Ahn          | Dr. Fung               |
| Ya-Ching Lee        | Vliegenierster         |